# Воркингам
Воркингам (енгл. Wokingham) град је у Енглеској на југу Уједињеног Краљевства. Налази се на 60  западно од Лондона. Према попису из 2021. било је 38.284 становника.